# Campo dei Fiori (montagna)
Il Campo dei Fiori (Camp di Fior in lombardo) è un massiccio montuoso delle Alpi che si trova nella sezione delle Prealpi Luganesi, a nord della città di Varese. Il massiccio è tutelato dal Parco regionale Campo dei Fiori.
Tra la fine di ottobre 2017 e la prima settimana di novembre 2017 il parco è stato colpito da un incendio di natura dolosa che ha bruciato 60 ettari di bosco (600 000 metri quadrati).

## Etimologia
il nome campo dei fiori ha origine dagli antichi mandriani di pecore che portavano il proprio gregge a pascolare su queste montagne, siamo nel '800 e questi uomini per lasciare più terre da mangiare alle pecore hanno iniziato a tagliare gli alberi sulle cime di questi colli o montagne dove dopo del tempo solitamente in primavera crescevano dei fiori selvatici coloratissimi in maniera naturale tra cui anche l'orchidea. Da lì il popolo ha iniziato a chiamarlo vezzosamente grazie a questa sua caratteristica campo dei fiori.

## Origine
L'origine del campo dei fiori risale a circa 340 mln di anni fa verso la fine del Paleozoico, quando questa zona era completamente sommersa dall'acqua, tant'è che nelle zone di Besano, grazie alla concentrazione bassissima di ossigeno O2 nelle rocce sedimentarie sul fondale, è stata possibile la conservazioni di fossili di dinosauro tra cui quello del famosissimo Besanosauro. Come conseguenza della lenta distruzione di Pangea (il mega continente mondiale), dovuto al movimento delle placche tettoniche terrestri, la placca africana si scontrò con quella europea dando origine alle alpi e indirettamente anche al Campo dei fiori, facente parte delle prealpi. Il mare nella zona dal varesotto è semplicemente straripato non lasciandone più traccia se non nelle rocce. Il Campo dei fiori infatti ha una stratificazione obliqua: più si va a nord e più le rocce che incontreremo saranno vecchie e di conseguenza a sud l'opposto (questo fenomeno è detto carsismo). In questa zona, dove incontriamo rocce di natura calcarea o carbonifera, formatesi nel medio mesozoico (giurassico) il terreno tenderà per reazione chimica con le piogge acide a creare increspature e col tempo vere e proprie grotte (in questa zona abbiamo più di 180 ingressi).

## Classificazione
La SOIUSA vede il massiccio come un sottogruppo alpino e vi attribuisce la seguente classificazione:
- Grande parte = Alpi Occidentali
- Grande settore = Alpi Nord-occidentali
- Sezione = Prealpi Luganesi
- Sottosezione = Prealpi Varesine
- Supergruppo = Catena Piambello-Campo dei Fiori-Nudo
- Gruppo = Gruppo del Campo dei Fiori
- Sottogruppo = Massiccio del Campo dei Fiori
- Codice = I/B-11.II-B.3.c

## Orografia
Il Campo dei Fiori raggiunge un'altitudine di 1.227 m s.l.m. ed è una dorsale composta da numerose punte. Procedendo da ovest verso est si incontrano le vette:
- Monte Morto 724 m s.l.m.
- Prà Camarée 774 m s.l.m.
- Punta di Orino 1.139 m s.l.m.[1], su cui sorge l'antico Forte di Orino
- Punta Merigetto 1.164 m s.l.m.
- Punta di Mezzo 1.227 m s.l.m., la vetta maggiore[1]
- Punta Trigonometrica 1.224 m s.l.m.
- Punta Paradiso 1.226 m s.l.m., sulla cui sommità sorge la "Cittadella di scienze della natura"
- Monte Tre Croci 1.111 m s.l.m.[1], dove si trova la stazione dei fulmini De Bernardi, un cannone della prima guerra mondiale (ora rimosso per poter essere restaurato) e il monumento delle Tre Croci
- Monte Tre Crocette 1.033 m s.l.m., col Grand Hotel Campo dei Fiori attualmente dismesso
- Monte San Francesco 794 m s.l.m., con i resti di un antico convento
- Sacro Monte di Varese 880 m s.l.m.[1], su cui sorge il borgo di Santa Maria del Monte (frazione di Varese), con la Via Sacra lungo la quale sorgono le 14 cappelle del Rosario e il santuario che costituisce la quindicesima cappella.
- Monte Pizzelle 940 m s.l.m.
- Monte Legnone 865 m s.l.m.

## Cittadella di scienze della natura
La "Cittadella di scienze della natura" è stata istituita sulla sommità della montagna, a partire dall'Osservatorio astronomico G.V. Schiaparelli, fondato nel 1956 da Salvatore Furia, dedicato all'astronomo Giovanni Virginio Schiaparelli.
Sono inoltre presenti:
- Parco comunale montano "Leopoldo e Maria Zambeletti"
- Giardino montano per la conservazione della biodiversità "Ruggero Tomaselli"
- Centro studi botanici "Lombardia"
- Serra fredda sperimentale
- Osservatorio meteorologico (Centro geofisico prealpino)
- Osservatorio sismico

## Sport e turismo

### Località turistica
Agli inizi del Novecento, come su altre vicine vette prealpine sopra i laghi, come il Monte Generoso ed il Mottarone, anche sul Campo dei Fiori iniziò un importante sviluppo turistico. Nel 1911, dopo un anno di lavori, fu inaugurata la funicolare Vellone-Campo dei Fiori, che in poco più di 10 minuti raggiungeva i 1.032 m s.l.m. del Monte Tre Crocette, anticima del Monte Tre Croci. Subito dopo vi fu aperto anche il ristorante Belvedere e l'anno seguente fu inaugurato il Grand Hotel Campo dei Fiori, entrambi progettati dall'architetto Giuseppe Sommaruga in stile Liberty.
Lungo la strada carrozzabile che raggiunge il Campo dei Fiori furono edificate residenze private, progettate anch'esse in stile Liberty, dagli architetti Silvio Gambini, Arturo Taddio e lo stesso Sommaruga (villa Petazzi, villa Savina Armiraglio, villa Mercurio', villa Edera e villa De Grandi.
Negli anni venti e anni trenta la località si affermò come meta del turismo d'élite europeo. Durante la seconda guerra mondiale il complesso fu adibito ad ospedale dei feriti e nel secondo dopoguerra andò incontro ad un rapido declino: nel 1958 si decise di sospendere l'esercizio della funicolare, sostituendola con degli autobus e nel 1968 il Grand Hotel e il ristorante Belvedere furono chiusi. Dagli anni ottanta l'edificio dell'albergo è stato utilizzato come supporto di antenne e di ripetitori televisivi.
Unica struttura ricettiva della parte alta (Sacro Monte escluso) è l'Osteria Irma con bar e ristorante: nuova gestione della Pensione Irma, funzionante dal 1949.

### Sport invernali
Negli anni sessanta veniva praticato lo sci di fondo su una pista lunga circa 4 km, che corrisponde all'attuale sentiero militare, che conduce dal Belvedere al Forte di Orino. Per alcuni inverni, venne montata anche una manovia per principianti, presso Punta Trigonometrica, che consentiva di praticare lo sci alpino.

### Parco regionale
Per salvaguardare il delicato ecosistema del massiccio, nel 1984 fu istituito il Parco regionale Campo dei Fiori, con sede a Brinzio. All'interno del parco furono istituite sei riserve naturali speciali, soggette a tutela particolare. La sommità del massiccio del Campo dei Fiori, dal borgo di Santa Maria del Monte sino al Forte di Orino, è interamente compresa nella "Riserva naturale parziale Campo dei Fiori". L'istituzione del parco ha permesso una maggior valorizzazione dei sentieri silvestri, che sono stati ripristinati e dotati di apposita segnaletica, e delle aree naturali ricomprese nel territorio.

### Ciclismo
Nel 1957 e nel 1990 Campo dei Fiori è stato sede di arrivo di una tappa del Giro d'Italia: nella prima occasione si trattava di una corsa in linea, nella seconda di una cronometro individuale.
Tappe del Giro d'Italia con arrivo a Campo dei Fiori
| Anno | Tappa | Partenza  | km  | Vincitore di tappa | Maglia rosa  |
| ---- | ----- | --------- | --- | ------------------ | ------------ |
| 1957 | 16ª   | Sion      | 229 | Alfredo Sabbadin   | Charly Gaul  |
| 1990 | 19ª   | Gallarate | 39  | Gianni Bugno       | Gianni Bugno |

## Flora
Il massiccio del Campo dei Fiori è caratterizzato da vasti boschi di latifoglie. Alle quote meno elevate il castagno è la specie dominante. Sopra gli 800-900 m s.l.m. è, invece, il faggio a spadroneggiare. Nella zona sommitale del massiccio (oltre i 1100 metri) sono poi presenti fitte abetaie di abete rosso, essenza impiantata artificialmente agli inizi del Novecento. I prati magri sono quasi totalmente scomparsi e permangono soltanto nei pressi del Monte Pizzella, di Punta di Mezzo e del Forte Orino.

## Fauna

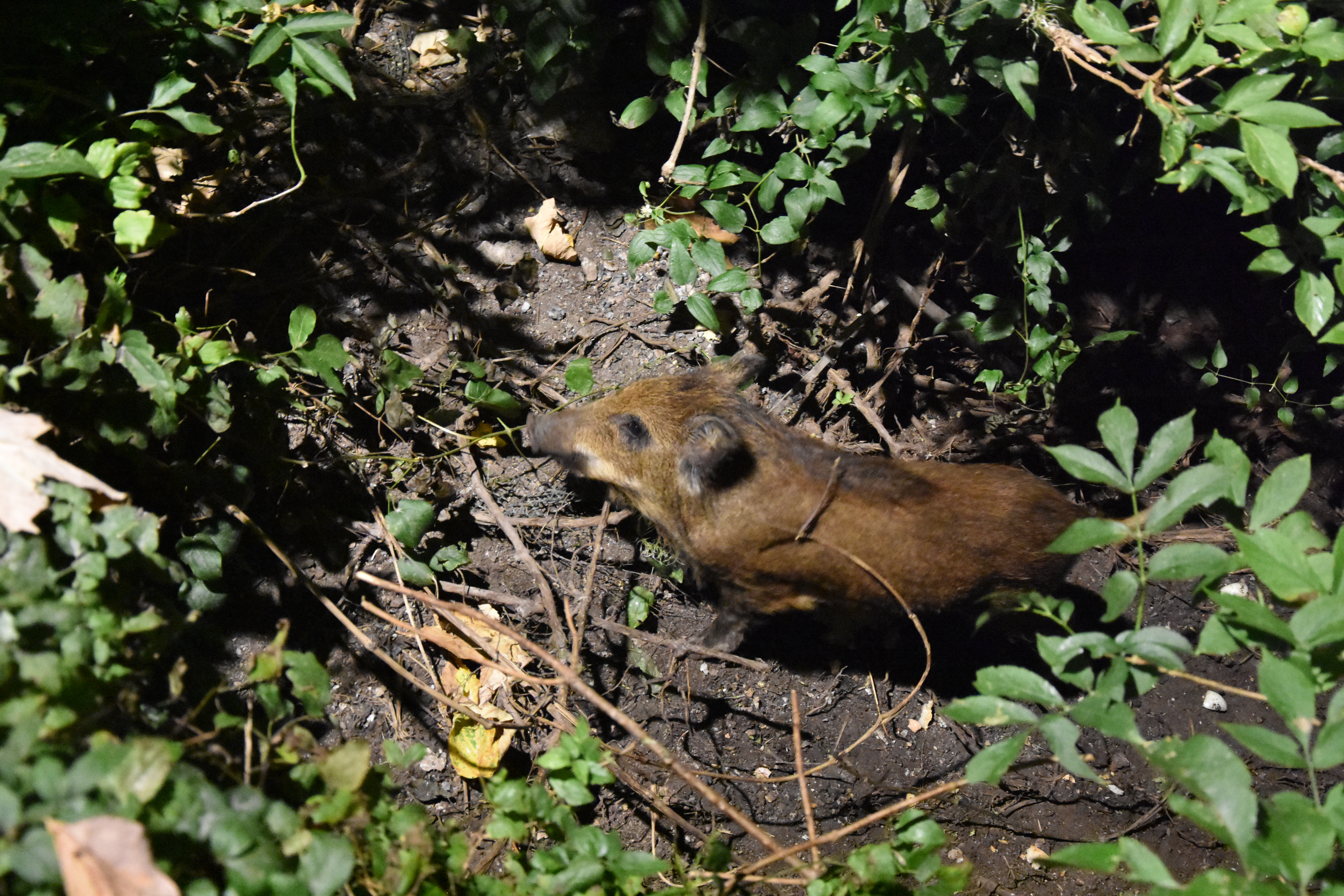
Giovani cinghiali selvatici nei boschi antistanti il Piazzale del Mosè a Santa Maria del Monte

Nei vasti boschi che caratterizzano il massiccio del Campo dei Fiori vivono diverse specie animali. Le presenze più imponenti sono quelle di Sus scrofa (cinghiale),  Dama dama (daino), Capreolus capreolus (capriolo), Vulpes vulpes (volpe rossa), Sciurus vulgaris (scoiattolo rosso), Martes foina (faina), Glis glis (ghiro), Phasianidae (fagiano), Lepus europaeus (lepre europea ) e Meles meles (tasso europeo).